# Colin Edwards (futbolista)
Colin Edwards (Georgetown, 5 de mayo de 1991 - ib., 16 de febrero de 2013) fue un futbolista profesional de fútbol de Guyana que jugaba como portero.

## Biografía
Colin debutó como futbolista profesional a los 17 años en el Fruta Conquerors, jugando durante tres temporadas en el club guyanés. Posteriormente, en 2012, fue traspasado al Caledonia AIA, equipo de Trinidad y Tobago en el que permaneció hasta la fecha de su muerte.
Además, Colin también jugó para la selección de fútbol de Guyana, participando en tres partidos amistosos.

## Muerte
El 5 de febrero de 2013, Edwards se vio envuelto en un accidente de moto en Georgetown, la capital guyanesa. Permaneció inconsciente hasta la fecha de su fallecimiento el 16 de febrero de 2013 en la UCI del hospital público de Georgetown.

## Clubes
| Club             | País              | Año         |
| ---------------- | ----------------- | ----------- |
| Fruta Conquerors | Guyana            | 2008 - 2011 |
| Caledonia AIA    | Trinidad y Tobago | 2011 - 2012 |

## Partidos internacionales[4]
| Fecha               | Oponente         | Competición | Resultado |
| ------------------- | ---------------- | ----------- | --------- |
| 22 de marzo de 2012 | Guayana Francesa | Amistoso    | 2-0       |
| 4 de mayo de 2012   | Guadalupe        | Amistoso    | 2-1       |
| 20 de mayo de 2012  | Panamá           | Amistoso    | 0-2       |